# Список ректоров университета Николая Коперника
Ректор университета Николая Коперника (пол. Rektor Uniwersytetu Mikołaja Kopernika) — высшее должностное лицо в структуре Университета Николая Коперника в Торуне. В соответствии с Законом о высшем образовании и науке от 20 июля 2018 года, ректор университета: руководит деятельностью университета, представляет университет за его пределами, является руководителем сотрудников, студентов и докторантов, готовит проект Устава и изменений к нему, а также проект стратегии Университета и изменений к нему, представляет отчет о реализации стратегии Университета, назначает людей на руководящие должности в Университете и определяет круг их обязанностей, определяет и проводит кадровую политику, определяет научно-образовательную политику, осуществляет деятельность в области трудового права, создает исследования по определённой области, уровню и профилю, издает организационные положения Университета, заключает договоры о сотрудничестве с иностранными организациями, руководит финансовое управление Университета, создает комиссии и ректорские команды.

## Университет Николая Коперника в Торуне

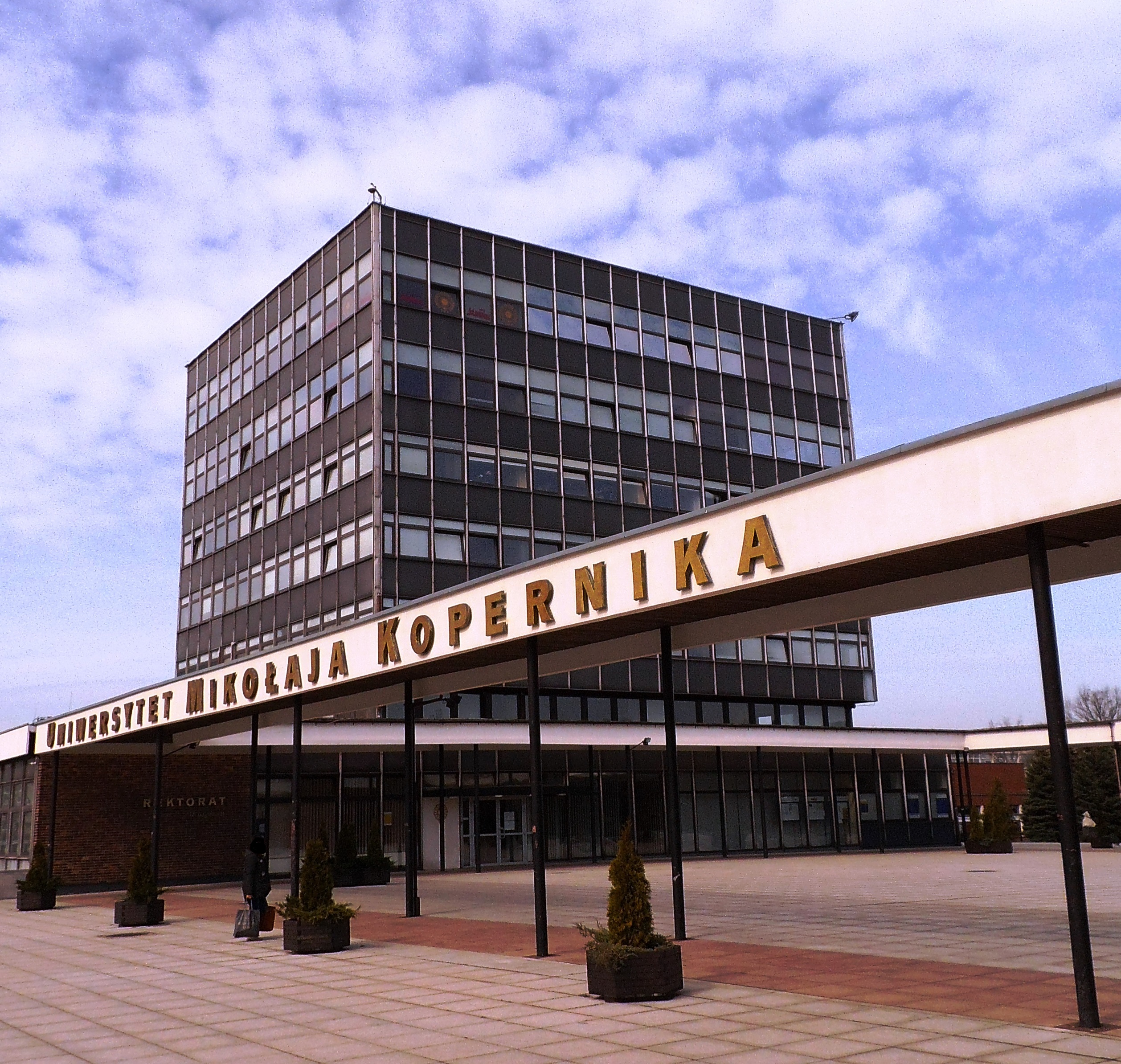
Здание ректората.

Университет Николая Коперника (пол. Uniwersytet Mikołaja Kopernika) в Торуне был основан 24 августа 1945 года.
Первым высшим учебным заведением в Торуни была Торуньская академическая гимназия, основанная в 1568 году на улице Пекары. Это был один из первых университетов Северной Польши. Академическая гимназия стала источником появления научной и культурной жизни всего региона (включая создание первого музея в 1594 году). Благодаря усилиям бургомистра Генриха Стробанда, в 1594 году здесь были созданы хорошие условия для преподавательской и исследовательской работы. Среди профессоров гимназии в XVII—XVIII веках были выдающиеся исследователи истории Польши и Пруссии, авторы учебников и диссертаций в различных областях гуманитарных наук, сотрудники научных изданий.
Попытки создать университет современного типа предпринимались с XIX века. В период разделов, прусское правительство планировало, среди прочего, создать Теологический университет, с дополнительными факультетами права и экономики, чего, однако, не произошло.
В межвоенный период власти Торуни также стремились создать университет. Вскоре после присоединения Вислинского Поморья к возрожденной Польше, в 1920 году начался новый этап усилий по созданию университета. Ещё до 1920 года Верховный народный совет рассматривал проект создания университета в Гданьске или Торуни, на польских землях ранее принадлежавших Пруссии. Однако развитие политической ситуации и неопределенное будущее Померании побудили Комиссариат ВНС признать действительным предыдущее постановление окружного сейма от декабря 1918 года, и основать высшую школу в Познани.
В Торуни первые заявления о создании университета были сделаны в ноябре 1920 года Национальной рабочей партией, в которых Николай Коперник был выбран в качестве покровителя университета. Для этой цели, среди прочего, был создан Балтийский институт (позже он переехал в недавно расстроенную Гдыню).
В то время в Торуни действовала также Музыкальная консерватория при Поморском музыкальном обществе; академический статус она получила в 1925 г. В 1939 году, с началом Второй мировой войны, консерватория была закрыта и больше не возобновила свою деятельность. После 1945 года по всей Польше консерватории были закрыты и на их месте были созданы Музыкальные академии, но в Торуни такая академия воссоздана не была.
В 1938 году было принято решение о создании в начале 1940 года Университета Николая Коперника в Торуни, как филиала Познанского университета. Однако исполнение этого решения было прервано Второй мировой войной. Только в 1947 году, то есть через 2 года после основания Университета Николая Коперника, профессор Кароль Гурский сообщил, что перед началом Второй мировой войны было получено согласие на открытие в 1940 году в Торуни филиала Познанского университета, включая факультеты гуманитарных наук и географии.
Университет Николая Коперника был создан постановлением Совета Министров от 24 августа 1945 года, утвержденным Президиумом Крайовой Рады Народовой 11 сентября 1945 года. Главным инициатором создания университета в Поморском крае был доктор Генрик Святковский, правительственный делегат, а затем поморский воевода. Создание университетского центра было призвано способствовать научной и культурной активизации региона, противодействовать процессам деполонизации и компенсировать дефицит после войны за счет подготовки новых кадров для культуры и народного хозяйства. Создание университета в Торуни было также призвано компенсировать, хотя бы частично, потери, возникшие в результате ликвидации Университета Стефана Батория в Вильно и Университета Яна Казимира во Львове. Решением Министерства образования, организатором Торуньского университета был назначен профессор Ян Вичиньский, а через месяц он передал эту функцию профессору Людвику Колянковскому.
Первым ректором Университета Николая Коперника стал профессор Людвик Колянковский, историк Университета Яна Казимира во Львове, соучредитель университетов в Вильно и Лодзи. Первоначально было создано два факультета: факультет гуманитарных наук (вместе с отделением изящных искусств) и факультет математики и естественных наук. Это существенно отличалось от первоначальной концепции организаторов, предполагавшей создание крупного многофакультетского университета, подобного довоенным университетам. Вскоре университет расширился за счет дополнительных кафедр: 5 ноября 1945 года был создан факультет права и экономики, а 24 января 1946 года отделение изящных искусств была преобразована в отдельный факультет изящных искусств. Первые лекции (проф. Тадеуша Чежовского и профессора Стефана Сребрного) состоялись 24 ноября 1945 года, а торжественное открытие первого учебного года состоялось 5 января 1946 года. В то время уже существовало 76 кафедр, в которых работало 60 независимых и 69 вспомогательных ученых. Поступило около 1600 студентов. В первые годы существования университета ядро научных кадров составляли ученые из Виленского университета имени Стефана Батория, оказавшегося за пределами Польши.
| #   | Имя ректора                              | Начало нахождения в должности | Конец нахождения в должности |
| --- | ---------------------------------------- | ----------------------------- | ---------------------------- |
| 1.  | Людвик Колянковский (1882–1956)          | 1945                          | 1948                         |
| 2.  | Кароль Кораный (1897–1964)               | 1948                          | 1951                         |
| 3.  | Леон Куровский (1907–1998)               | 1951                          | 1952                         |
| 4.  | Антони Басиньский (1905-1990)            | 1952                          | 1956                         |
| 5.  | Генрик Шарский (1912-2002)               | 1956                          | 1959                         |
| 6.  | Станислав Яськовский (1906–1965)         | 1959                          | 1962                         |
| 7.  | Антони Свинарский (1910-1985)            | 1962                          | 1965                         |
| 8.  | Витольд Лукашевич (1911-1975)            | 1965                          | 1975                         |
| 9.  | Веслав Вожницкий (1933-1995)             | 1975                          | 1978                         |
| 10. | Рышард Бохр (1926–1987)                  | 1978                          | 1981                         |
| 11. | Станислав Тадеуш Дембиньский (род. 1933) | 1981                          | 1982                         |
| 12. | Ян Копцевич (род. 1940)                  | 1982                          | 1984                         |
| 13. | Станислав Лемговский (1931-2015)         | 1984                          | 1987                         |
| 14. | Ян Копцевич (род. 1940)                  | 1987                          | 1990                         |
| 15. | Славомир Калёмбка (1936-2009)            | 1990                          | 1993                         |
| 16. | Анджей Ямёлковский (род. 1946)           | 1993                          | 1999                         |
| 17. | Ян Копцевич (род. 1940)                  | 1999                          | 2005                         |
| 18. | Анджей Ямёлковский (род. 1946)           | 2005                          | 2008                         |
| 19. | Анджей Радзиминьский (род. 1958)         | 2008                          | 2012                         |
| 20. | Анджей Третын (род. 1955)                | 2012                          | 2020                         |
| 21. | Анджей Сокала (род. 1955)                | с 2020                        | в должности                  |